# Universität Alexandru Ioan Cuza Iași

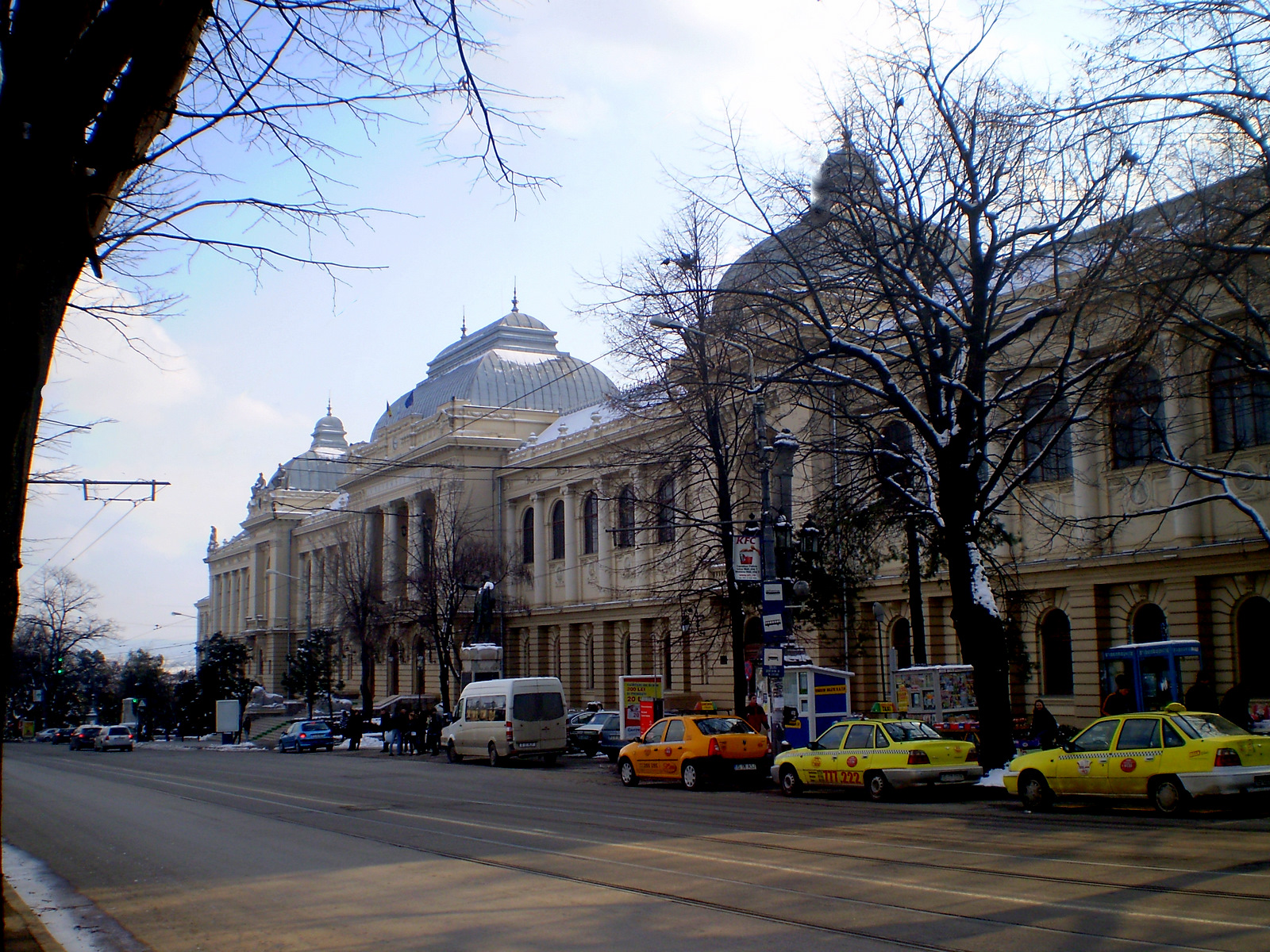
Universität Alexandru Ioan Cuza Iași

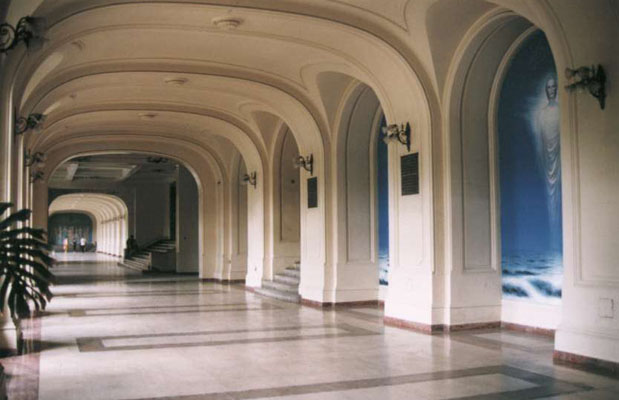
Altbau

Die Universität „Alexandru Ioan Cuza“ Iași (rumänisch Universitatea „Alexandru Ioan Cuza“ Iași) ist die älteste Universität Rumäniens. Sie liegt in der rumänischen Stadt Iași und wurde nach ihrem Gründer, dem ersten rumänischen Fürsten Alexandru Ioan Cuza benannt.

## Geschichte
Die Universität wurde am 26. Oktober 1860 eröffnet. Zunächst bestanden nur drei Fakultäten: Jura, Philosophie und Theologie. Die theologische Fakultät war zwischen 1864 und 1933 eingestellt.
Nach einem Bildungsgesetz vom 5. Dezember 1864 wurde die Universität neu strukturiert: es gab die Fakultät für Philosophie und Literatur, die naturwissenschaftliche Fakultät, aus der sich 1937 die Polytechnische Schule Iași entwickelte, die Fakultät für Jura und die Fakultät für Medizin, die tatsächlich seit 1879 in Betrieb war, aber 1948 als fortan unabhängiges Institut ausgegliedert wurde.

## Internationale Zusammenarbeit
Es besteht eine Partnerschaft mit der Universität Augsburg und der Universität Konstanz.

## Fakultäten
Es gibt folgende Fakultäten:
- Biologie
- Chemie
- Informatik
- Wirtschaftswissenschaften und Betriebswirtschaftslehre
- Geographie und Geologie
- Geschichte
- Rechtswissenschaft
- Literaturwissenschaft
- Mathematik
- Orthodoxe Theologie
- Philosophie und Sozial- und Politikwissenschaft
- Leibeserziehung und Sport
- Physik
- Psychologie and Erziehungswissenschaft
- Katholische Theologie
- Zentrum für Europäische Studien

## Bekannte Absolventen und Dozenten
- Der Historiker Gheorghe Brătianu studierte zunächst an der Universität Iași und dozierte dort später auch.
- Die Mathematikerin Vera Myller war die erste Universitätsprofessorin in Rumänien.
- Der Archäologe, Epigraphiker, Althistoriker, Numismatiker und Hochschullehrer Dumitru Tudor lehrte dort von 1947 bis 1954.